# Dalhousie Mountain
Dalhousie Mountain är ett berg i Kanada.   Det ligger i provinsen Nova Scotia, i den östra delen av landet, 1 000 km öster om huvudstaden Ottawa. Toppen på Dalhousie Mountain är 341 meter över havet.
Terrängen runt Dalhousie Mountain är platt åt sydost, men åt nordväst är den kuperad.Runt Dalhousie Mountain är det glesbefolkat, med 8 invånare per kvadratkilometer.. Närmaste större samhälle är Westville, 19,4 km öster om Dalhousie Mountain.
I omgivningarna runt Dalhousie Mountain växer i huvudsak blandskog.